# Porphyrochroa xavieri
Porphyrochroa xavieri es una especie de insectos dípteros perteneciente a la familia de los empídidos. Fue descrita por primera vez por Mendonça, Rafael y Ale-Rocha en 2008.